# Clos du Doubs (Region)

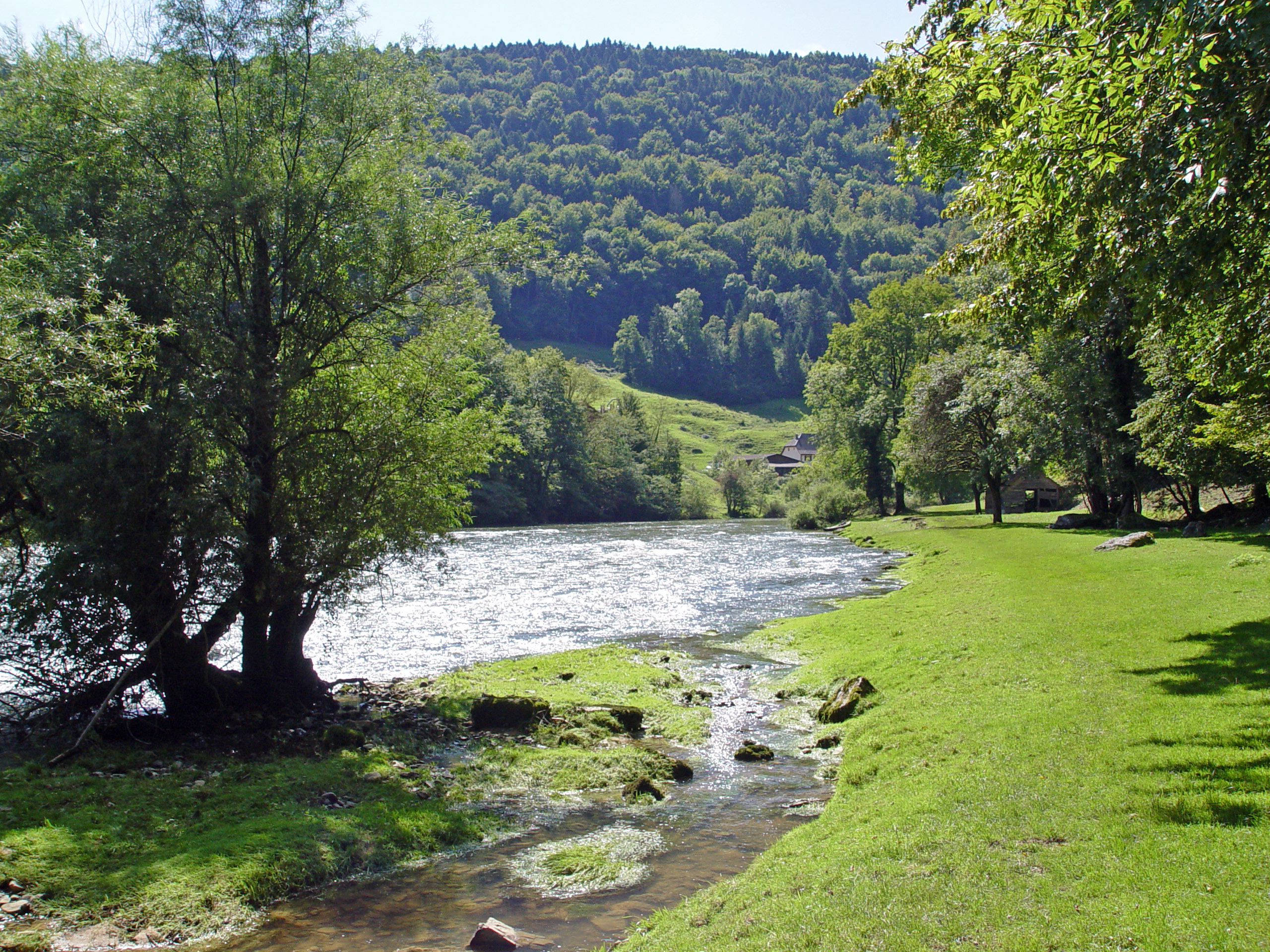
Der Flusslauf des Doubs auf dem Gebiet des Clos du Doubs

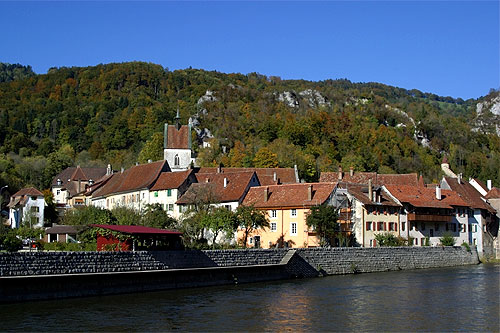
Saint-Ursanne

Der Clos du Doubs ist eine Region im Schweizer Kanton Jura. Sie umfasst den ganzen, auf Schweizer Staatsgebiet liegenden Abschnitt des Doubstals bei Saint-Ursanne, ungefähr 15 km westlich von Delémont. Mittelpunkt der rund 80 km² grossen Region ist Saint-Ursanne. Der Clos du Doubs im engeren Sinne bezeichnet den 12 km langen und maximal 4 km breiten Bergrücken südwestlich von Saint-Ursanne, der auf drei Seiten vom Doubs umflossen wird.
Als Clos du Doubs (frz.: Commune du Clos-du-Doubs) wird ebenfalls die neue politische Gemeinde bezeichnet, die am 1. Januar 2009 aus der Fusion der ehemaligen Gemeinden Epauvillers, Epiquerez, Montenol, Montmelon, Ocourt, Saint-Ursanne und Seleute entstand.

## Geographie
Die Region des Clos du Doubs ist geprägt durch das etwa 400 bis 500 m in die umgebenden Bergketten des Faltenjura eingeschnittene Doubstal. Der Doubs fliesst von der Schweizer Landesgrenze bei Clairbief, einem Weiler bei Soubey, für rund 15 km nach Ostnordosten, biegt bei Montmelon nach Norden und 2 km weiter bei Saint-Ursanne nach Westen um. Nach weiteren 10 km Laufstrecke mit mehreren Windungen und zwei Wehrdämmen tritt er bei Brémoncourt auf französisches Staatsgebiet über. Der Doubs besitzt in diesem Abschnitt über weite Strecken ein naturnahes bis natürliches Flussbett. Sein flacher Talboden ist im Allgemeinen nicht mehr als 200 m breit, nur im Bereich vor Ocourt wird eine Breite von ungefähr 400 m erreicht. Der Fluss selbst ist bei Ocourt etwa 15–20 Meter breit. Die Talhänge sind meist sehr steil, teilweise von Felsbändern durchzogen und durch Erosionsrinnen von kurzen Seitenbächen untergliedert. Die Hänge sind überwiegend von Laubmischwald bestanden, einzig auf flacheren Zonen und auf Vorsprüngen gibt es Wies- und Weideland.
Innerhalb des Doubsbogens befindet sich ein ebenfalls Clos du Doubs genannter schmaler Höhenrücken, der die östliche Fortsetzung des Plateaus von Maîche bildet. Er ist von Osten nach Westen unterteilt in den Kamm von Montenol (690 m ü. M.), den Chatelay (841 m ü. M.), die Wiesenhöhe Fin du Teck (892 m ü. M.), den Bois de Villers (mit 917 m ü. M. der höchste Punkt des Bergrückens auf Schweizer Gebiet) und den langen Kamm von Epiquerez (bis 903 m ü. M.).
Die nördliche Abgrenzung der Region Clos du Doubs bildet die Lomont-Mont-Terri-Kette (bis 940 m ü. M.). Im Süden leiten die Talhänge des Doubs direkt zum Hochplateau der Freiberge über. Nach Südosten und Osten riegelt die Saint-Brais-Mont-Russelin-Kette das Doubstal vom Delsberger Becken ab. Diese beiden Ketten laufen im Nordosten des Clos du Doubs beim Passübergang von Les Rangiers (856 m ü. M.) zusammen, so dass die Region vom übrigen Gebiet des Kantons Jura durch hohe Juraketten abgeschlossen ist.

## Geologie
In geologischer Hinsicht gehört der Clos du Doubs zum nördlichen Faltenjura. Mehrere Bruchlinien führen jedoch zu einem komplizierten Aufbau der einzelnen Ketten. Die Antiklinalen sind zum Teil über tieferliegende flachlagernde Gesteinsschichten desselben Ablagerungszeitraums überschoben. Zudem wurde der Scheitel der Antiklinalen vielerorts an Schwachstellen aufgebrochen und durch Erosion abgetragen. Die obersten kompetenten Gesteinsschichten der Region bilden die Kalke aus der jüngeren Jurazeit (Malm). Durch die Wirkung der Erosion wurden aber auch die darunter liegenden, weicheren Effingerschichten und die Kalkbänke des Hauptrogensteins (Dogger) freigelegt.

## Bevölkerung
| Bevölkerungsentwicklung | Bevölkerungsentwicklung |
| Jahr                    | Einwohner               |
| ----------------------- | ----------------------- |
| 1850                    | 2514                    |
| 1860                    | 2643                    |
| 1900                    | 2248                    |
| 1920                    | 2548                    |
| 1930                    | 2328                    |
| 1950                    | 2437                    |
| 1960                    | 2340                    |
| 1970                    | 2032                    |
| 1980                    | 1764                    |
| 1990                    | 1601                    |
| 2000                    | 1511                    |
| 2010                    | 1408                    |

Die geographische Region des Clos du Doubs zählt rund 1400 Einwohner (Ende 2011) und weist damit eine sehr geringe Besiedlungsdichte auf. Zentraler Ort ist Saint-Ursanne mit rund 700 Einwohnern. Die Landschaft setzte sich aus acht Gemeinden zusammen, nämlich Saint-Ursanne, Seleute, Ocourt, Montenol und Montmelon im Distrikt Porrentruy sowie Epauvillers, Epiquerez und Soubey im Distrikt Franches-Montagnes. Mit Ausnahme von Soubey haben sich diese Gemeinden 2009 zur Gemeinde Clos du Doubs vereinigt.
Die Bevölkerungszahl des Clos du Doubs zeigte im Verlauf der Zeit verschiedene Schwankungen abhängig von der wirtschaftlichen Lage. Sie erreichte ihren Höchststand bereits um 1860. Eine kontinuierliche Abwanderung wird seit 1950 verzeichnet, insbesondere während der 1960er- und 1970er-Jahre. Von 1950 bis heute hat die Bevölkerung um über 40 % abgenommen.

## Wirtschaft
Die meisten Dörfer des Clos du Doubs (ausser Saint-Ursanne) leben von der Landwirtschaft. Während in den tieferen Lagen auf dem bewirtschafteten Land Ackerbau, Milchwirtschaft und Obstbau überwiegen, dienen die Hochlagen hauptsächlich als Sömmerungsweiden. Die industrielle Tätigkeit beschränkt sich auf Saint-Ursanne. Hier gibt es eine Kalkfabrik, mechanische Werkstätten, Betriebe der Uhrenbranche und holzverarbeitende Industrie. Saint-Ursanne und Soubey generieren überdies Einnahmen durch den Tourismus.

## Verkehr
Bis zum Bau der Eisenbahnlinie von Glovelier nach Porrentruy, die am 30. März 1877 in Betrieb genommen wurde, lag der Clos du Doubs abseits der damaligen Verkehrswege. Die Eisenbahn unterquert den Mont Russelin und den Mont Terri in zwei langen Tunnels; auch auf dem Weg durch die Region Clos du Doubs mussten aufgrund der schwierigen Topographie verschiedene Brücken und Tunnels angelegt werden.
Auf der Strasse konnte Saint-Ursanne über den Pass von Les Rangiers erreicht werden. Weitere Strassenverbindungen führen von Saint-Ursanne über die Passhöhe von Sur la Croix nach Porrentruy, durch das Doubstal nach Saint-Hippolyte in Frankreich sowie via Soubey nach Montfaucon. Erst mit der Eröffnung der A16 im Jahr 1998 erhielt Saint-Ursanne einen deutlich schnelleren Anschluss sowohl an die Kantonshauptstadt Delémont als auch nach Porrentruy. Auch für die A16 mussten zwei lange Tunnels durch die Ketten von Mont Russelin und Mont Terri getrieben werden.

## Geschichte
Die Region des Clos du Doubs entspricht etwa dem Herrschaftsgebiet der ehemaligen Propstei Saint-Ursanne. Dieses Kloster wurde vermutlich im 9. Jahrhundert in der Nähe einer Einsiedelei des Ursicinus gegründet. Ursicinus war ein Gefährte des heiligen Kolumban und liess sich hier kurz nach 600 nieder. Ausgehend vom Kloster Saint-Ursanne wurde zunächst das Gebiet des Clos du Doubs urbar gemacht und besiedelt, später wurden besonders auf den Höhen der Freiberge Sömmerungsweiden für das Vieh eingerichtet. Die Propstei gelangte 1210 definitiv unter die Oberhoheit der Fürstbischöfe von Basel.
Nach dem Einmarsch französischer Truppen gehörte die Region des Clos du Doubs von 1793 bis 1815 zu Frankreich und war anfangs Teil des Département du Mont Terrible, das 1800 mit dem Département Haut-Rhin verbunden wurde. Durch den Entscheid des Wiener Kongresses kam die Region 1815 an den Kanton Bern, wobei der nördliche Teil des Clos du Doubs dem Bezirk Porrentruy, der südliche dem Bezirk Franches-Montagnes zugeschlagen wurde. Es gab Bestrebungen, das Gebiet der früheren Propstei wieder zu vereinen und in den Status eines Bezirks zu erheben, was aber vom Kanton abgelehnt wurde. Am 1. Januar 1979 kam der Clos du Doubs an den neu gegründeten Kanton Jura.
Das Gebiet war stets überwiegend landwirtschaftlich geprägt. Eine Ausnahme bildete das Eisenwerk von Bellefontaine (im Doubstal zwischen Saint-Ursanne und Ocourt), das 1753 eröffnet wurde und um 1800 über 300 Arbeiter beschäftigte. Es musste jedoch 1861 den Betrieb einstellen, weil die Konkurrenz aus dem Ausland zu gross war.

## Sehenswürdigkeiten
Als Sehenswürdigkeiten der Region sind zu erwähnen:
- das einsame Doubstal, ein schönes Wandergebiet; der Doubs eignet sich für Kanufahrten und Radtouren
- das mittelalterliche Städtchen Saint-Ursanne
- Soubey mit seiner Kirche

## Bilder

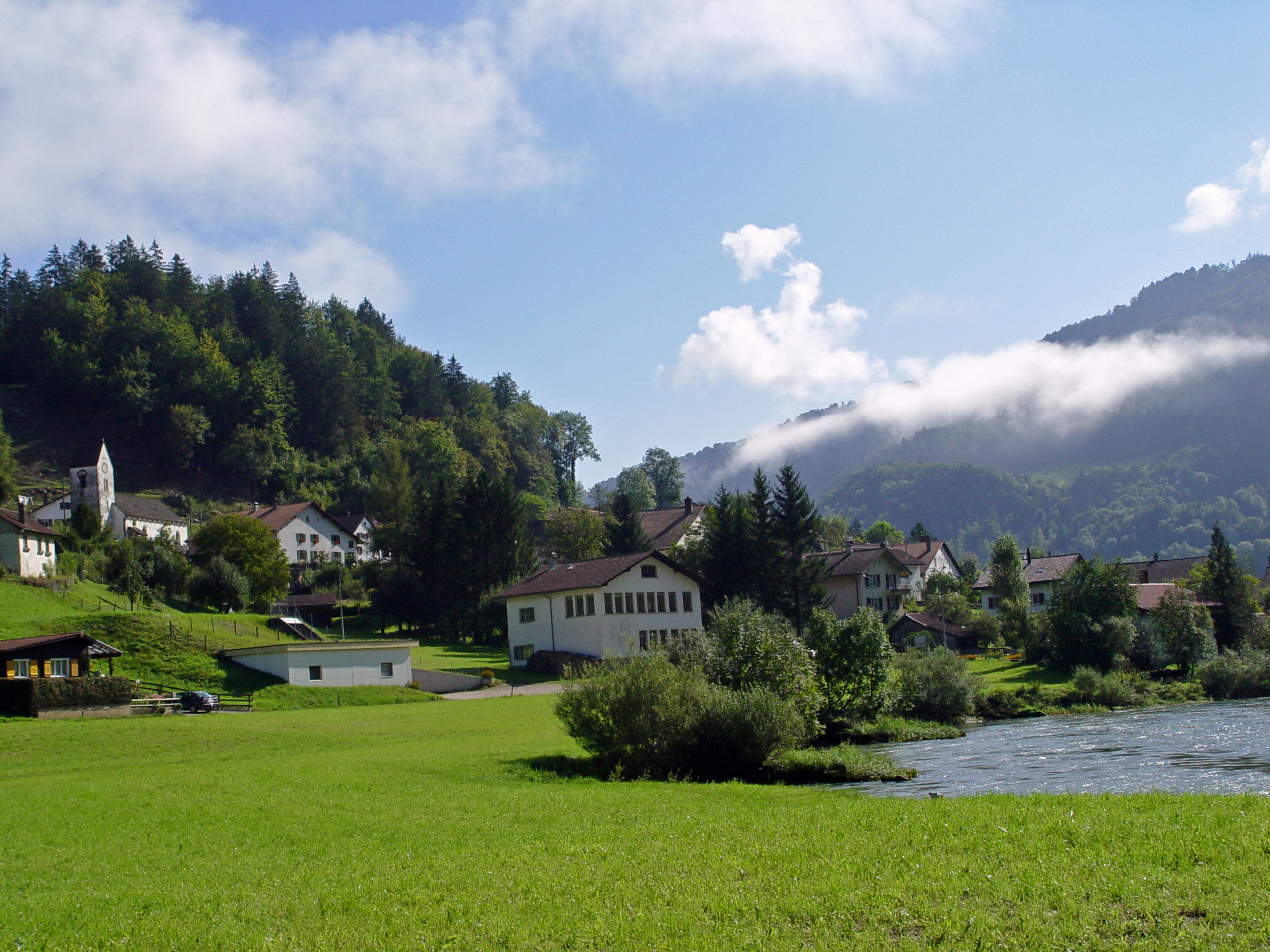
Soubey am Doubs
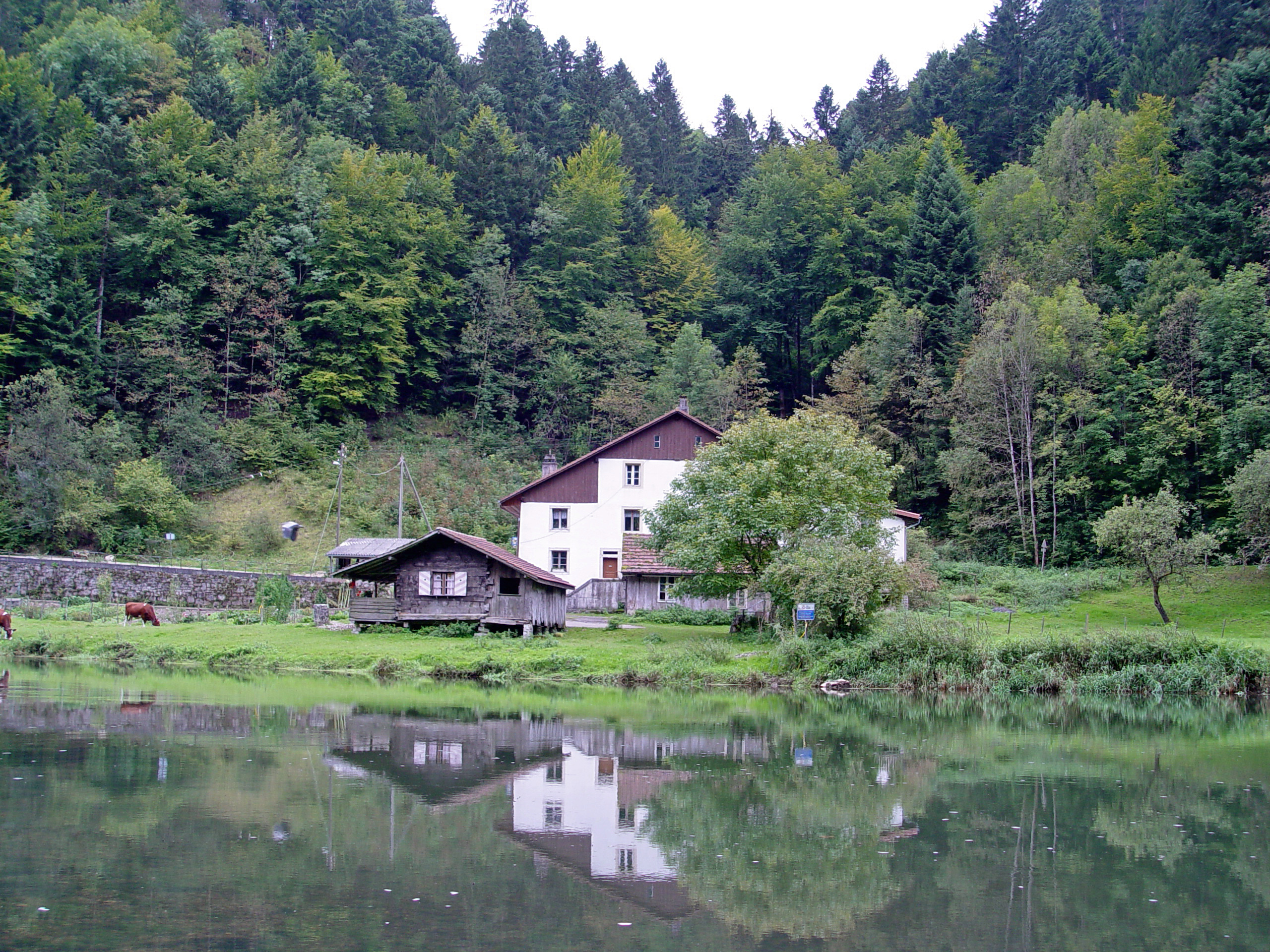
Weiler Moulin-Jeannottat am Doubs zwischen Soubey und Goumois
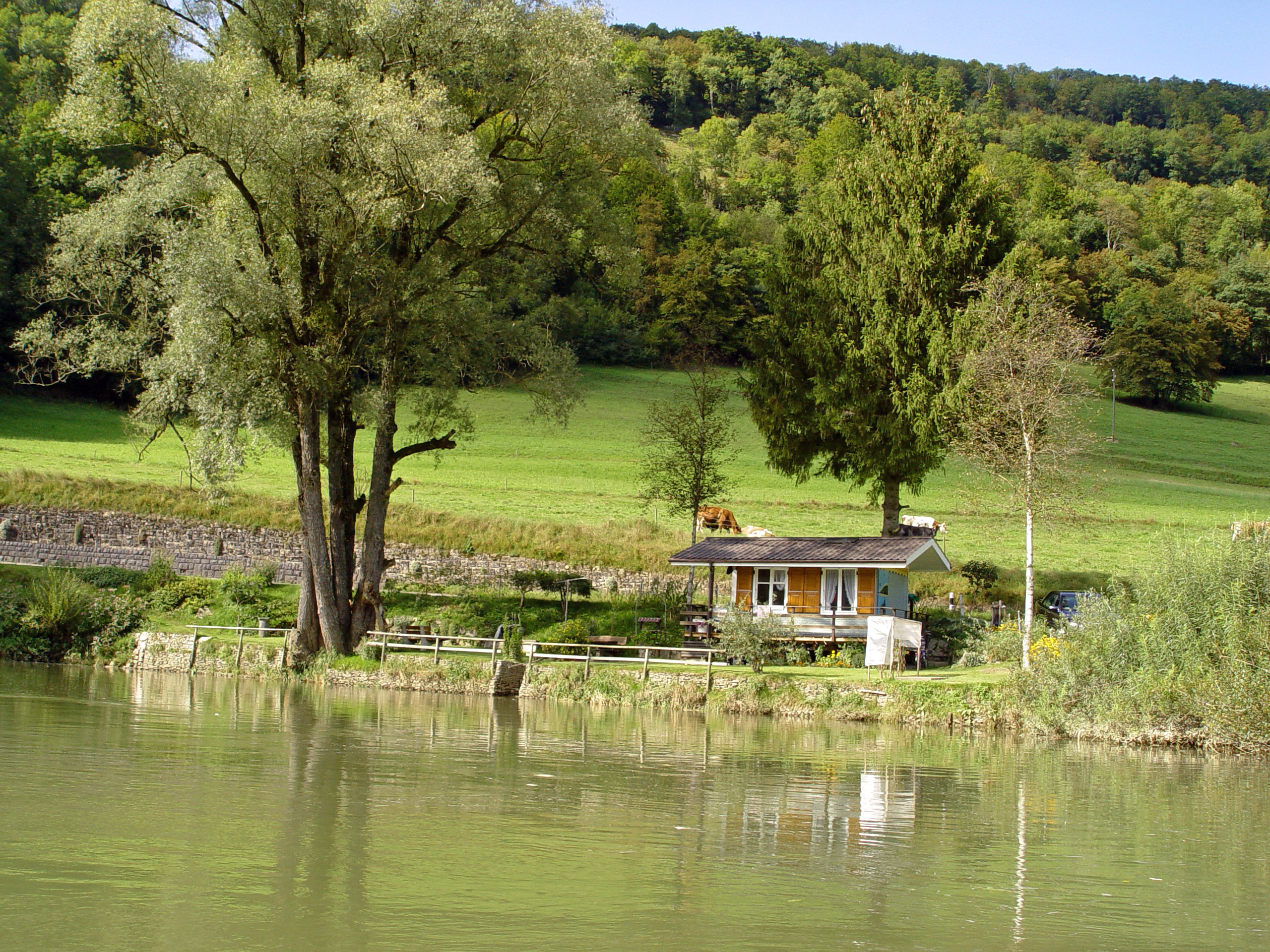
Häuschen am Ufer des Doubs bei Ocourt
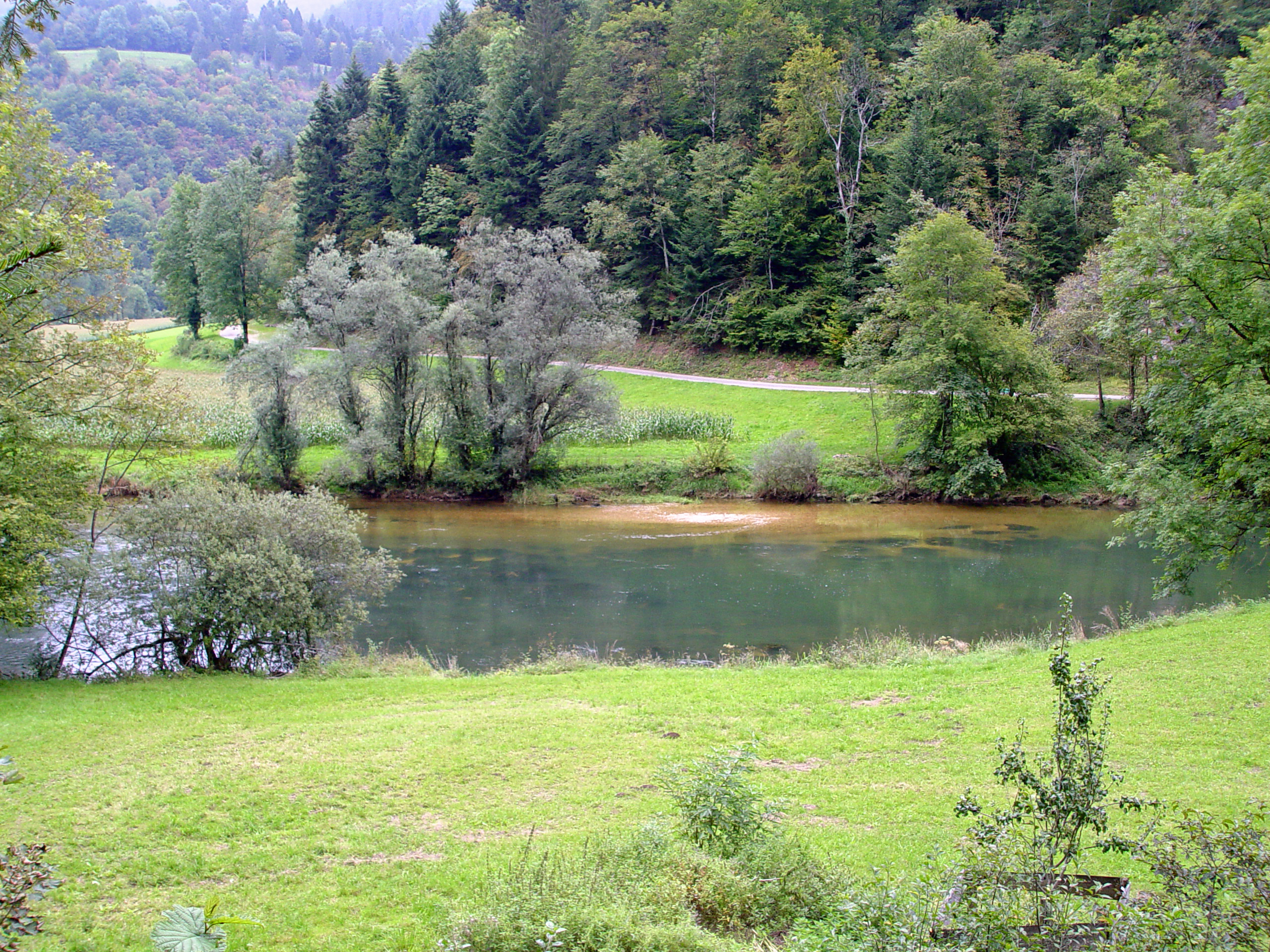
Ruhiger Lauf des Doubs bei Soubey
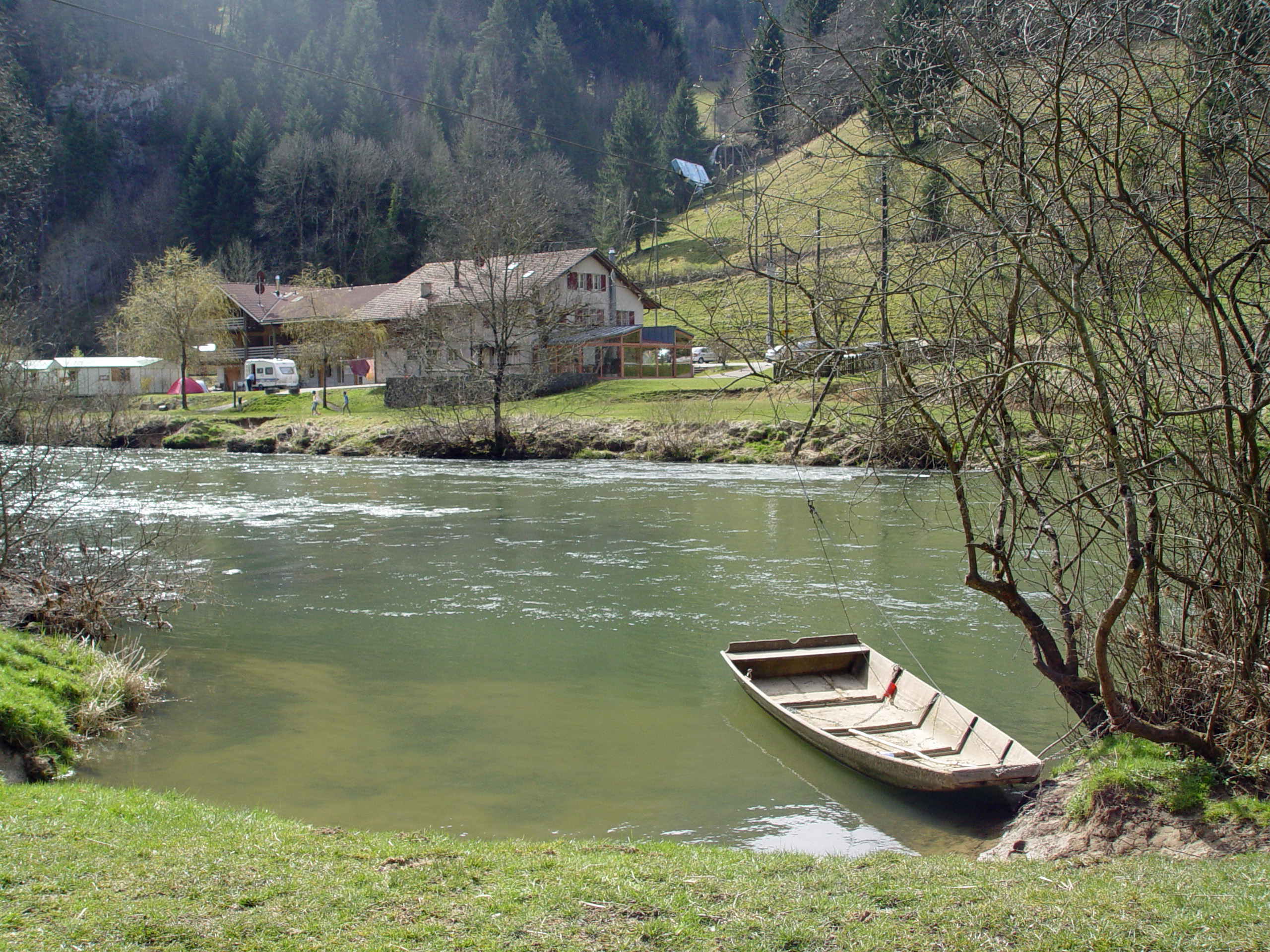
Weiler Tariche am Doubs